# سوانیرانا-ایوانگو (بخش)
سوانیرانا-ایوانگو (به لاتین: Soanierana-Ivongo) یک منطقهٔ مسکونی در ماداگاسکار است که در آنالانجیروفو واقع شده‌است.